# Canal del Ganges
El canal del Ganges o del Ganga (en inglés: Ganges or Ganga Canal) es un sistema de canales en la India que irriga la región de Doab entre el río Ganges y el río Yamuna.
El canal es principalmente un canal de riego, aunque algunas partes también se usaron para la navegación, principalmente por sus materiales de construcción. Se dispusieron canales de navegación separados con compuertas de bloqueo en el sistema para que los barcos negociasen las cascadas. Originalmente construido desde 1842 hasta 1854, para una descarga en  cabeza original de 170 m³/s, se ha ampliado gradualmente hasta la actual descarga de 295 m³/s. El sistema consta de un canal principal de 437 km y de alrededor de 6440 km de canales de distribución. El sistema de canales riega casi 9000 km² de tierra agrícola fértil en diez distritos de los estados de Uttar Pradesh y Uttarakhand. Hoy en día, el canal es la fuente de la prosperidad agrícola en gran parte de estos estados, y los departamentos de irrigación de estos estados mantienen activamente el canal gracias a un sistema de tarifas cobrado a los usuarios.
Hay algunas pequeñas centrales hidroeléctricas en el canal capaces de generar aproximadamente 33 MW si funcionan a plena capacidad; se encuentran en Nirgajini, Chitaura, Salawa, Bhola, Jani, Jauli y Dasna.
Las obras de construcción comenzaron en 1840 bajo la dirección de sir Proby Cautley y el canal fue inaugurado por el gobernador general lord Dalhousie en abril de 1854.

## Estructura
El canal se divide administrativamente en el canal del Alto Ganges, desde Haridwar hasta Aligarh, con algunos ramales, y el canal del Bajo Ganges, integrado por varios ramales aguas abajo de Aligarh.

### Canal del Alto Ganges
El canal del Alto Ganges es el canal original del Ganges, que comienza en la presa de Bhimgoda cerca de Har ki Pauri en Haridwar, atraviesa Meerut y Bulandshahr y continúa hasta Nanau en el distrito de Aligarh, donde se bifurca en los ramales de Kanpur y Etawah.

### Canal del Bajo Ganges
Un canal desde una presa en Narora se interseca con el sistema de canales a 48 km aguas abajo de Nanau, y continúa pasando el río Sengar y el río Sersa, pasando por Shikohabad en el distrito de Mainpuri para convertirse en el ramal de Bhognipur que se abrió en 1880. Este ramal, que comienza en la aldea Jera en el distrito de Mainpuri, se extiende 166 km hasta llegar a Kanpur. En el kilómetro 64, el escape de Balrai lleva el exceso de agua a través de un canal de 6,4 km a través de los barrancos para descargar en el Yamuna. Este ramal tiene 386 km de canales de distribución.
El ramal de Bhognipur, junto con los ramales de Kanpur y de Etawah, se conoce como el canal del Bajo Ganges. Los antiguos canales de los antiguas ramales de Kanpur y de Etawah entre Nanau y el punto de intersección con el canal de Narora, se conocen como "stumps" (tocones), y se utilizan solo cuando el suministro de agua en el sistema del Ganges inferior es bajo. El ramal principal del río pasa por Kanpur (detrás del campus del  I.I.T. Kanpur) antes de dividirse en varios ramales. Un  ramal termina en Kanpur Jal Sansthan que viene de detrás del  J. K. Temple.

## Historia

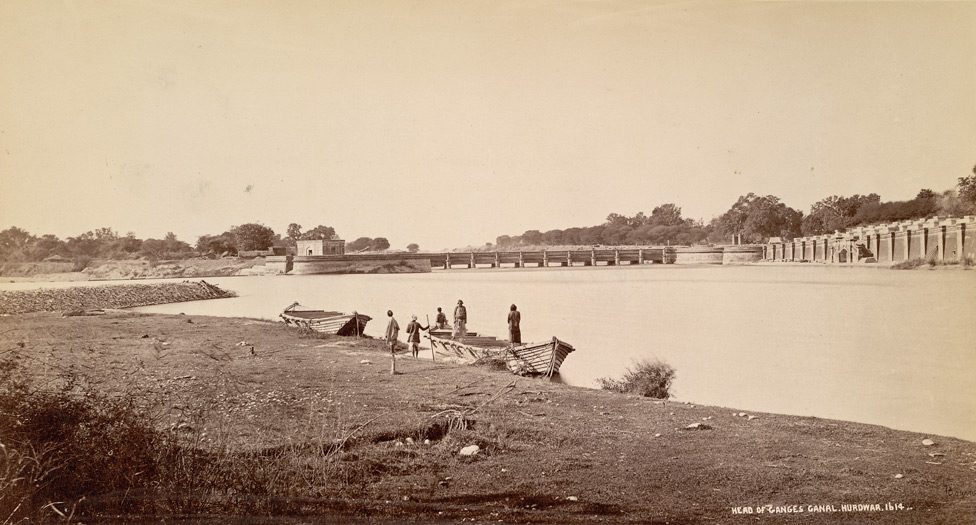
Fotografía (1860) de las obras principales del canal del Ganges en Haridwar, por Samuel Bourne.

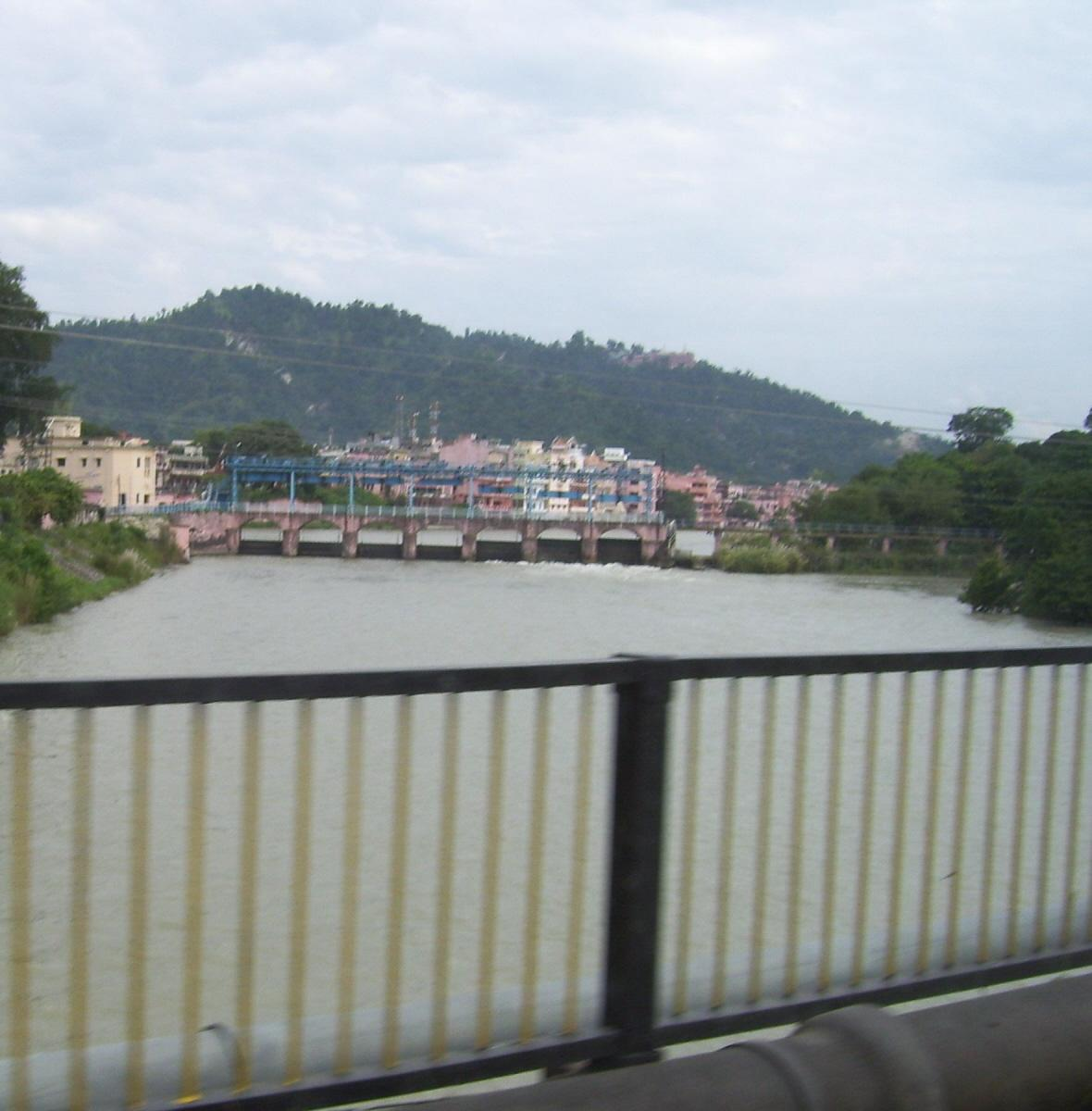
Fotografía (2008) de las obras principales del canal del Ganges en Haridwar, tomadas desde el lado opuesto.

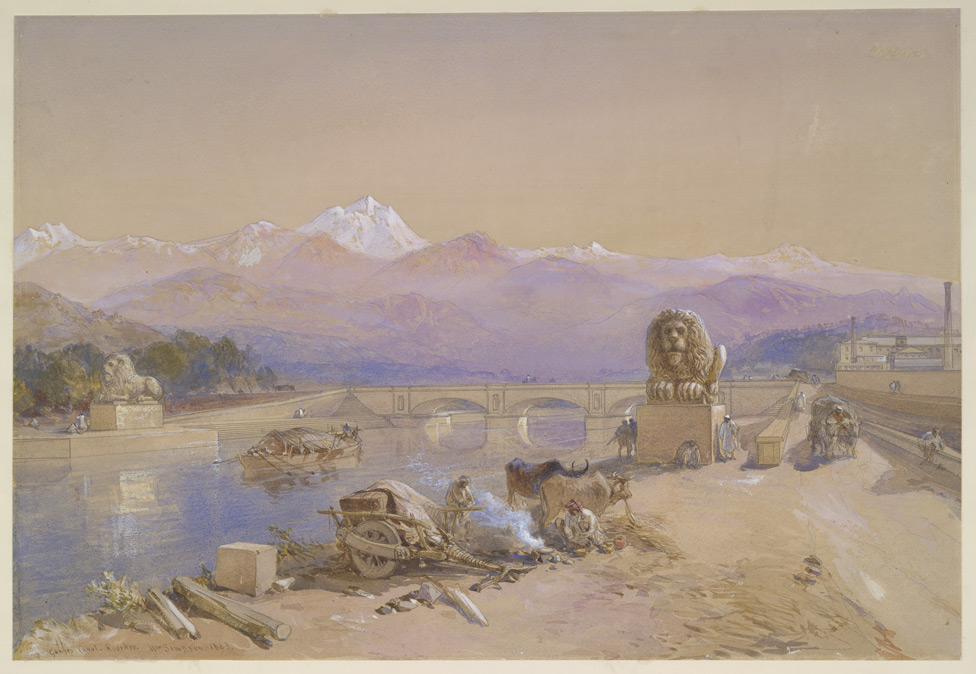
The Ganges Canal, Roorkee, Saharanpur District (U.P.), (1863), acuarela

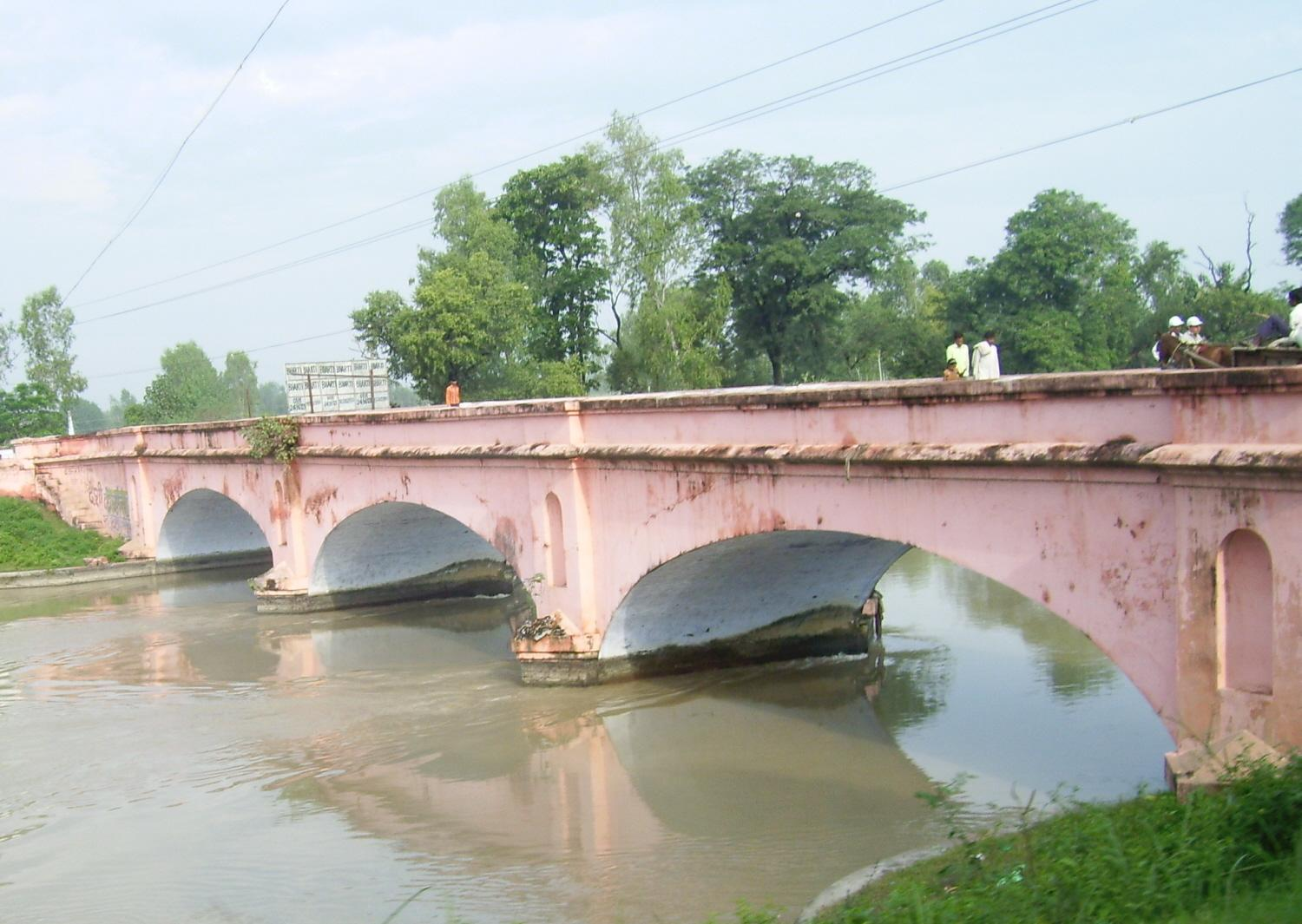
Foto (2008) de un puente de la era colonial (1854) en el canal cerca de Roorkee

Después de la desastrosa hambruna de Agra de 1837-1838 —en la cual murieron casi 800,000 personas, y se gastaron casi diez millones de rupias en obras de socorro, lo que resultó en una pérdida considerable de ingresos para la Compañía Británica de las Indias Orientales—, se consideró necesario un sistema de riego. Una de los impulsores del canal fue el coronel Proby Cautley, quien confiaba en que un canal de 500 km era factible. Hubo muchos obstáculos y objeciones a su proyecto, en su mayoría financieros, pero Cautley perseveró y después de pasar seis meses caminando y recorriendo el área tomando medidas, logró persuadir a la Compañía Británica de las Indias Orientales para que patrocinara el proyecto.
La excavación del canal comenzó en abril de 1842. Cautley tuvo que hacer sus propios ladrillos, horno de ladrillos y mortero. Inicialmente, los sacerdotes hindúes se opusieron a la obra en Haridwar, ya que sentían que las aguas del sagrado río Ganges serían encarceladas, pero Cautley los apaciguó al aceptar dejar un hueco en la represa desde donde el agua podría fluir sin control. Además se ganó a los sacerdotes al encargarse de reparar los ghats en los que se bañaban los fieles a lo largo del río. También inauguró la presa con una oración al  Lord Ganesh, el dios de los buenos comienzos. La represa se enfrentó a muchas complicaciones, entre ellas el problema de los arroyos montañosos que amenazaban el canal. Cerca de Roorkee, hubo un gran desprendimiento de tierras y Cautley tuvo que construir un acueducto para transportar el canal durante medio kilómetro. Como resultado, en Roorkee el canal discurre  25 km más alto que el río original. Cuando el canal se abrió formalmente el 8 de abril de 1854, su canal principal tenía una longitud de 560 km, sus ramales tenían una longitud de más de 490 km y los diversos afluentes superaban los 4800 km de largo. Después de que se inició el riego, en mayo de 1855, se irrigaron más de 3100 km² en 5000 aldeas.
En 1877, todo el sistema de canales de los Doabs inferiores sufrió una alteración radical. El canal del Bajo Ganges, con la alimentación desde un canal desde Narora, fue construido en el tramo de los ghar de Etawah y se convirtió en el ramal de Bhognipur. Alrededor de 1900, según la Enciclopedia Nuttall de 1907, tenía una extensión total de 5950 km, de los que unos 800 km eran navegables. La construcción de este canal también llevó finalmente al establecimiento de la primera escuela de ingeniería en la India, la Facultad de Ingeniería Civil (College of Civil Engineering) en Roorkee  (ahora Instituto Indio de Tecnología, Roorkee).

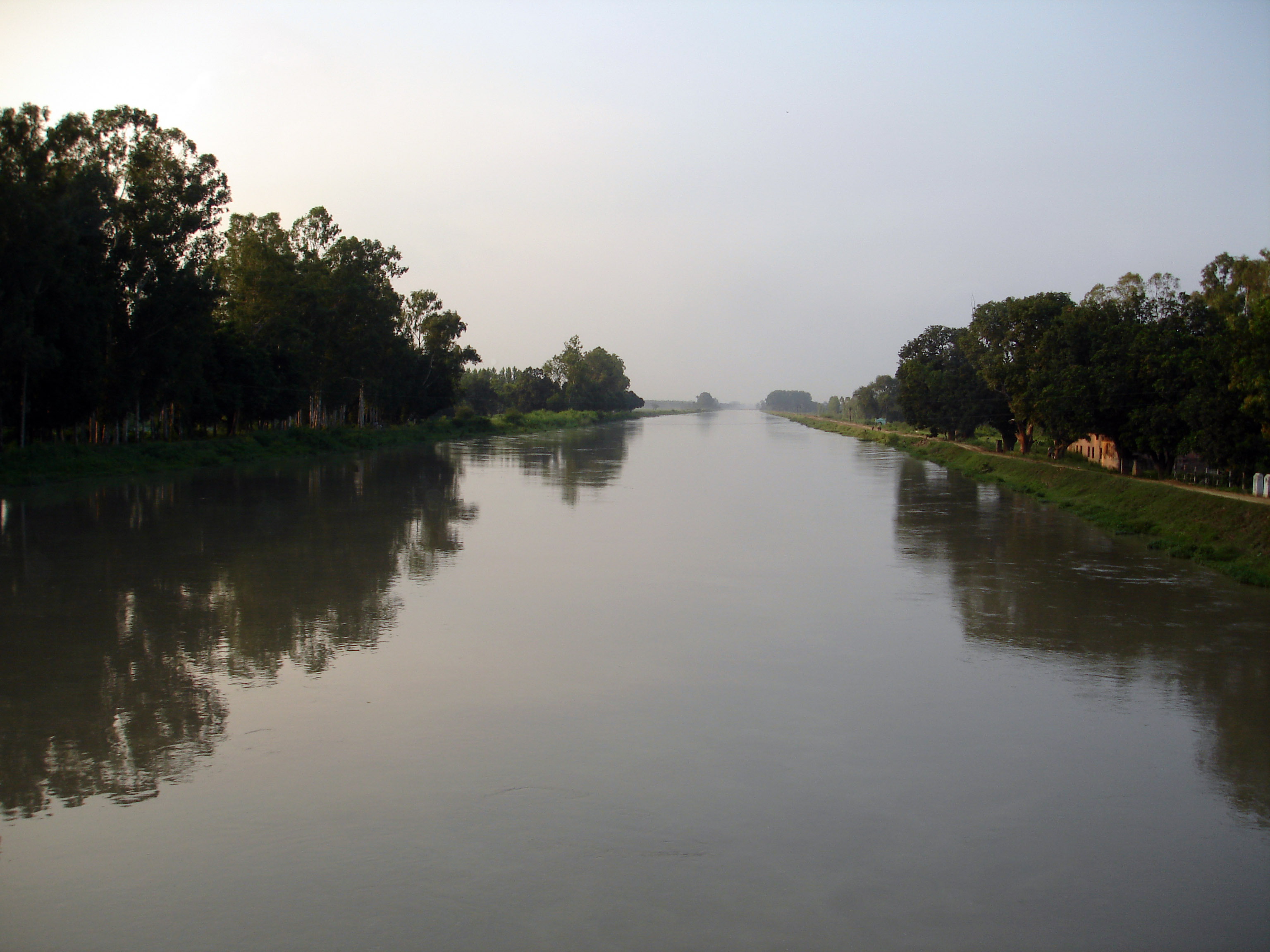
El canal del Ganges
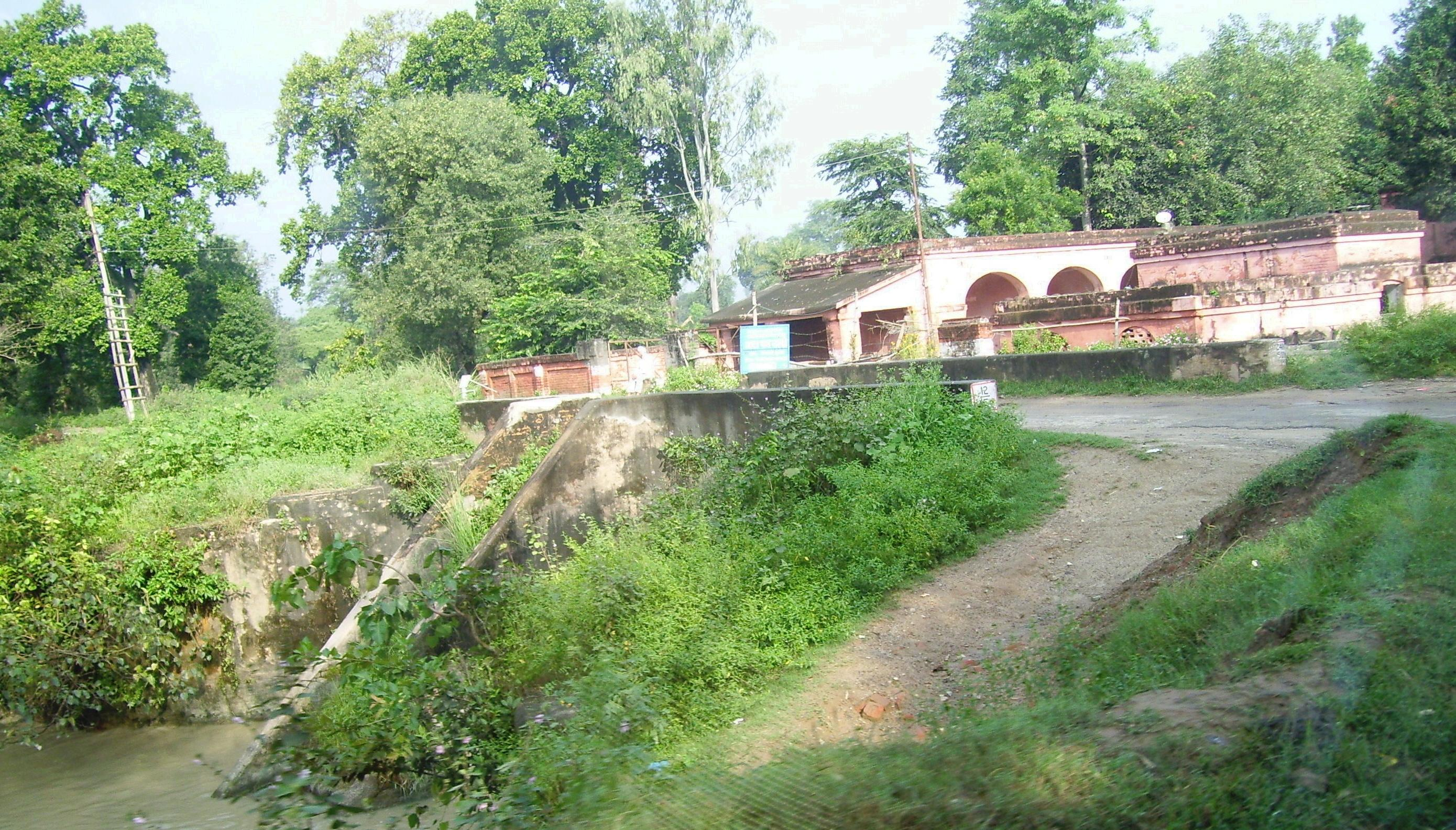
Un molino de agua en el canal
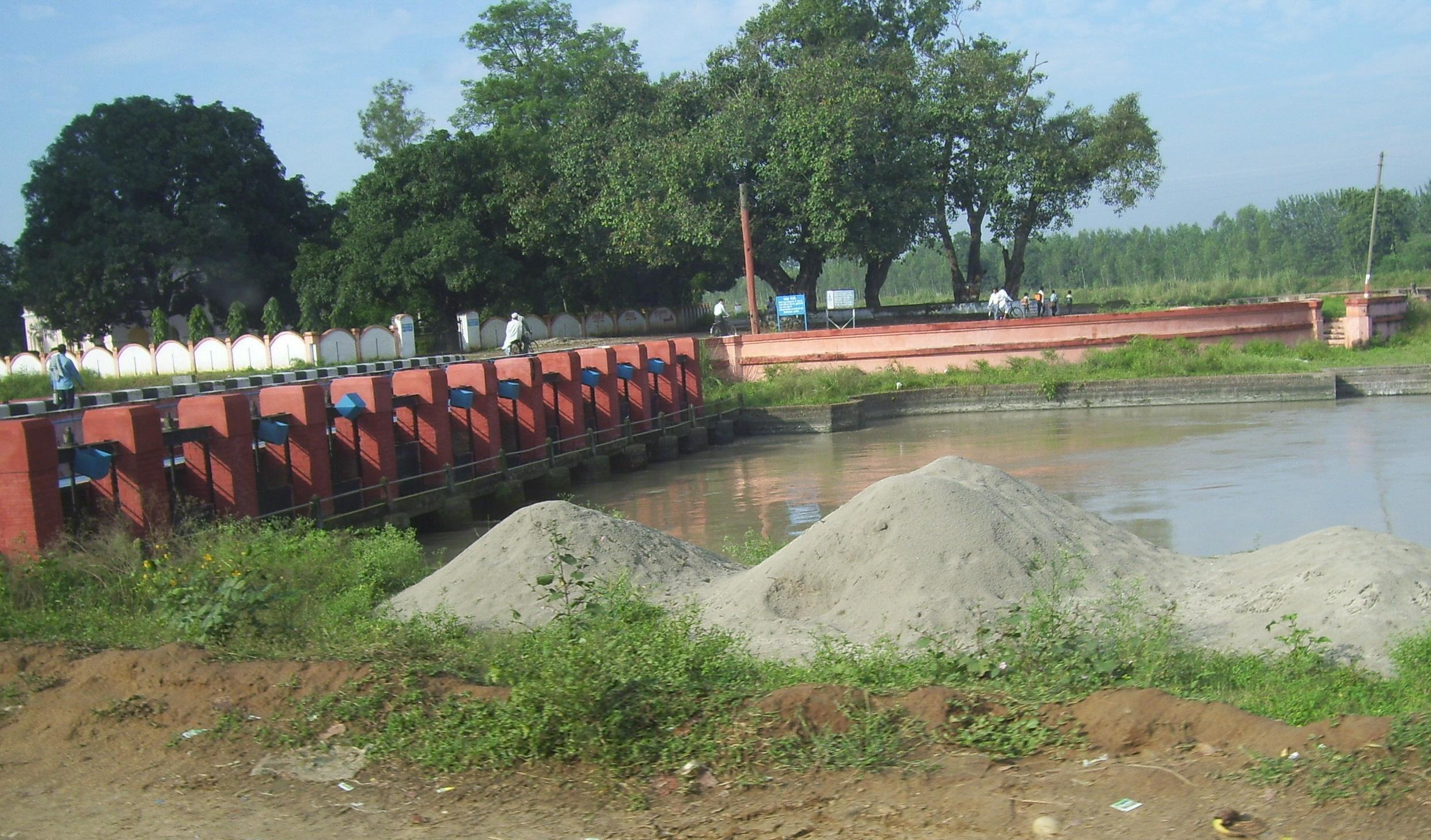
Esclusas de 150 años en el canal